# Liste deutschsprachiger Schriftsteller/Q
Hinweis: Die Umlaute ä, ö, ü werden wie die einfachen Vokale a, o, u eingeordnet, der Buchstabe ß wie ss. Dagegen werden ae, oe, ue unabhängig von der Aussprache immer als zwei Buchstaben behandelt 
- Josef Quadflieg (1924–2020)
- Helmut Qualtinger (1928–1986)
- Werner Quednau (1913–2004)
- Mathilde Quednow (1820–1900)
- Friedrich Quehl (1874–?)
- Otto Julius Quehl (1857–1914)
- Paul Quensel (1865–1951)
- Georg Queri (1879–1919)
- Frank Quilitzsch (1957)
- Heinz Otto Quilitzsch (1919–1983)
- William Quindt (1898–1969)
- Hermann Quistorf (1884–1969)
- Theodor Johann Quistorp (1722–1776)
- Roman Quitt, eigentlich Werner Schendell (1891–1961)